# Алекс и Ема
„Алекс и Ема“ (на английски: Alex and Emma) е американска романтична комедия от 2003 г. на режисьора Роб Райнър с участието на Кейт Хъдсън и Люк Уилсън.